# Miroslav Gajdůšek
Miroslav Gajdůšek (ur. 20 września 1951 w Otrokovicach) – czechosłowacki piłkarz, reprezentant kraju grający na pozycji napastnika.

## Kariera klubowa
Gajdůšek przygodę z piłką rozpoczął w Jiskra Otrokovice, z której w 1969 został wykupiony przez TJ Gottwaldov. Udany pierwszy sezon w nowym zespole, zakończony zdobyciem Pucharu Czechosłowacji, zaowocował transferem do Dukli Praga. 
Z klubem tym był związany przez jedenaście lat. Dwukrotnie zdobył z Duklą mistrzostwo Czechosłowacji w sezonach 1976/77 i 1978/79. Podczas gry w stołecznej drużynie sięgnął po swój drugi w karierze Puchar Czechosłowacji w sezonie 1980/81. Przez 11 lat gry w Dukli wystąpił w 297 spotkaniach, w których strzelił 71 bramek. 
W 1981 przeszedł do MFK Vítkovice. Przez 3 sezony gry w MFK 58 razy zagrał na boiskach Československá futbalovej ligi, 6 razy pokonując bramkarzy rywali. W 1984 zakończył karierę piłkarską.
| Sezon   | Klub          | Kraj           | Rozgrywki                     | Mecze | Bramki |
| ------- | ------------- | -------------- | ----------------------------- | ----- | ------ |
| 1969/70 | TJ Gottwaldov | Czechosłowacja | Československá futbalová liga |       |        |
| 1970/71 | Dukla Praga   | Czechosłowacja | Československá futbalová liga | 29    | 3      |
| 1971/72 | Dukla Praga   | Czechosłowacja | Československá futbalová liga | 28    | 8      |
| 1972/73 | Dukla Praga   | Czechosłowacja | Československá futbalová liga | 19    | 4      |
| 1973/74 | Dukla Praga   | Czechosłowacja | Československá futbalová liga | 29    | 6      |
| 1974/75 | Dukla Praga   | Czechosłowacja | Československá futbalová liga | 30    | 10     |
| 1975/76 | Dukla Praga   | Czechosłowacja | Československá futbalová liga | 23    | 5      |
| 1976/77 | Dukla Praga   | Czechosłowacja | Československá futbalová liga | 27    | 9      |
| 1977/78 | Dukla Praga   | Czechosłowacja | Československá futbalová liga | 30    | 9      |
| 1978/79 | Dukla Praga   | Czechosłowacja | Československá futbalová liga | 29    | 9      |
| 1979/80 | Dukla Praga   | Czechosłowacja | Československá futbalová liga | 26    | 6      |
| 1980/81 | Dukla Praga   | Czechosłowacja | Československá futbalová liga | 27    | 2      |
| 1981/82 | MFK Vítkovice | Czechosłowacja | Československá futbalová liga | 24    | 1      |
| 1982/83 | MFK Vítkovice | Czechosłowacja | Československá futbalová liga | 20    | 3      |
| 1983/84 | MFK Vítkovice | Czechosłowacja | Československá futbalová liga | 14    | 2      |

## Kariera reprezentacyjna
Gajdůšek w reprezentacji Czechosłowacji debiutował 25 sierpnia 1971 w meczu przeciwko reprezentacji NRD, zremisowanym 1:1. Występował w meczach eliminacyjnych do Mistrzostw Świata 1974, Mistrzostw Europy 1976 oraz Mistrzostw Świata 1978. 
Zagrał także w sześciu meczach eliminacyjnych do Mistrzostw Europy 1980. Na turniej finałowy został powołany przez trenera Jozefa Vengloša. Podczas Euro 1980 zagrał w trzech meczach z RFN, Grecją oraz Włochami, podczas którego zdobył jedną z bramek w serii rzutów karnych. Turniej zakończył wraz z kadrą na 3. miejscu. Mecz z Włochami był jego ostatnim w koszulce reprezentacji Czechosłowacji. Łącznie w latach 1971–1980 wystąpił dla Czechosłowacji w 48 spotkaniach, w których strzelił 4 bramki.
| Mecze i gole w reprezentacji | Mecze i gole w reprezentacji | Mecze i gole w reprezentacji | Mecze i gole w reprezentacji | Mecze i gole w reprezentacji | Mecze i gole w reprezentacji | Mecze i gole w reprezentacji |
| #                            | Data                         | Miasto                       | Przeciwnik                   | Gol                          | Wynik                        | Rozgrywki                    |
| ---------------------------- | ---------------------------- | ---------------------------- | ---------------------------- | ---------------------------- | ---------------------------- | ---------------------------- |
| 1.                           | 25.08.1971                   | Berlin                       | NRD                          |                              | 1:1                          | towarzyski                   |
| 2.                           | 28.03.1973                   | Düsseldorf                   | RFN                          |                              | 0:3                          | towarzyski                   |
| 3.                           | 17.10.1973                   | Bratysława                   | Szkocja                      |                              | 1:0                          | El. MŚ 1974                  |
| 4.                           | 27.03.1974                   | Drezno                       | NRD                          |                              | 0:1                          | towarzyski                   |
| 5.                           | 04.04.1974                   | Rio de Janeiro               | Brazylia                     |                              | 0:1                          | towarzyski                   |
| 6.                           | 13.04.1974                   | Płowdiw                      | Bułgaria                     |                              | 1:0                          | towarzyski                   |
| 7.                           | 25.09.1974                   | Praga                        | NRD                          |                              | 3:1                          | towarzyski                   |
| 8.                           | 13.10.1974                   | Bratysława                   | Szwecja                      |                              | 4:0                          | towarzyski                   |
| 9.                           | 30.10.1974                   | Londyn                       | Anglia                       |                              | 0:3                          | El. ME 1976                  |
| 10.                          | 13.11.1974                   | Praga                        | Polska                       |                              | 2:2                          | towarzyski                   |
| 11.                          | 31.03.1975                   | Praga                        | Rumunia                      |                              | 1:1                          | towarzyski                   |
| 12.                          | 20.04.1975                   | Praga                        | Cypr                         |                              | 4:0                          | El. ME 1976                  |
| 13.                          | 30.04.1975                   | Praga                        | Portugalia                   |                              | 5:0                          | El. ME 1976                  |
| 14.                          | 07.06.1975                   | Wiedeń                       | Austria                      |                              | 0:0                          | towarzyski                   |
| 15.                          | 24.09.1975                   | Brno                         | Szwajcaria                   |                              | 1:1                          | towarzyski                   |
| 16.                          | 27.03.1976                   | Paryż                        | Francja                      |                              | 2:2                          | towarzyski                   |
| 17.                          | 23.03.1977                   | Praga                        | Grecja                       |                              | 4:0                          | towarzyski                   |
| 18.                          | 30.03.1977                   | Wrexham                      | Walia                        |                              | 0:3                          | El. MŚ 1978                  |
| 19.                          | 24.05.1977                   | Bazylea                      | Szwajcaria                   |                              | 0:1                          | towarzyski                   |
| 20.                          | 01.06.1977                   | Ostrawa                      | Austria                      |                              | 0:0                          | towarzyski                   |
| 21.                          | 07.09.1977                   | Bratysława                   | Turcja                       | Gol                          | 1:0                          | towarzyski                   |
| 22.                          | 21.09.1977                   | Glasgow                      | Szkocja                      | Gol                          | 1:3                          | El. MŚ 1978                  |
| 23.                          | 09.11.1977                   | Praga                        | Węgry                        |                              | 1:1                          | towarzyski                   |
| 24.                          | 16.11.1977                   | Praga                        | Walia                        |                              | 1:0                          | El. MŚ 1978                  |
| 25.                          | 22.03.1978                   | Saloniki                     | Grecja                       |                              | 1:0                          | towarzyski                   |
| 26.                          | 17.05.1978                   | Rio de Janeiro               | Brazylia                     |                              | 0:2                          | towarzyski                   |
| 27.                          | 21.05.1978                   | Sztokholm                    | Szwecja                      |                              | 0:0                          | towarzyski                   |
| 28.                          | 06.09.1978                   | Lipsk                        | NRD                          |                              | 1:2                          | towarzyski                   |
| 29.                          | 04.10.1978                   | Sztokholm                    | Szwecja                      |                              | 3:1                          | El. ME 1980                  |
| 30.                          | 11.10.1978                   | Praga                        | RFN                          |                              | 3:4                          | towarzyski                   |
| 31.                          | 08.11.1978                   | Bratysława                   | Włochy                       |                              | 3:0                          | towarzyski                   |
| 32.                          | 29.11.1978                   | Londyn                       | Anglia                       |                              | 0:1                          | towarzyski                   |
| 33.                          | 14.03.1979                   | Bratysława                   | Hiszpania                    |                              | 1:0                          | towarzyski                   |
| 34.                          | 04.04.1979                   | Bratysława                   | Francja                      |                              | 2:0                          | El. ME 1980                  |
| 35.                          | 01.05.1979                   | Luksemburg                   | Luksemburg                   | Gol                          | 3:0                          | El. ME 1980                  |
| 36.                          | 05.05.1979                   | Moskwa                       | ZSRR                         |                              | 0:3                          | towarzyski                   |
| 37.                          | 12.09.1979                   | Nyíregyháza                  | Węgry                        |                              | 1:2                          | towarzyski                   |
| 38.                          | 26.09.1979                   | Praga                        | Irlandia                     |                              | 4:1                          | towarzyski                   |
| 39.                          | 10.10.1979                   | Praga                        | Szwecja                      |                              | 4:1                          | El. ME 1980                  |
| 40.                          | 17.11.1979                   | Paryż                        | Francja                      |                              | 1:2                          | El. ME 1980                  |
| 41.                          | 24.11.1979                   | Praga                        | Luksemburg                   |                              | 4:0                          | El. ME 1980                  |
| 42.                          | 27.01.1980                   | Canberra                     | Australia                    |                              | 4:0                          | towarzyski                   |
| 43.                          | 03.02.1980                   | Sydney                       | Australia                    | Gol                          | 5:0                          | towarzyski                   |
| 44.                          | 09.02.1980                   | Melbourne                    | Australia                    |                              | 2:2                          | towarzyski                   |
| 45.                          | 18.05.1980                   | Brno                         | Rumunia                      |                              | 2:1                          | towarzyski                   |
| 46.                          | 11.06.1980                   | Rzym                         | RFN                          |                              | 0:1                          | ME 1980                      |
| 47.                          | 14.06.1980                   | Rzym                         | Grecja                       |                              | 3:1                          | ME 1980                      |
| 48.                          | 21.06.1980                   | Neapol                       | Włochy                       |                              | 1:1                          | ME 1980                      |

## Sukcesy
Czechosłowacja
- Mistrzostw Europy 1980: 3. miejsce

TJ Gottwaldov
- Puchar Czechosłowacji (1): 1969/70

Dukla Praga
- Mistrzostwo Czechosłowacji (2): 1976/77, 1978/79
- Puchar Czechosłowacji (1): 1980/81